# Thanatus vulgaris creticus
Thanatus vulgaris là một phân loài nhện trong họ Philodromidae.
Loài này thuộc chi Thanatus. Thanatus vulgaris creticus được Wladislaus Kulczynski miêu tả năm 1903.